# Федеральная служба по экологическому, технологическому и атомному надзору
Федеральная служба по экологическому, технологическому и атомному надзору (Ростехнадзор) — федеральный орган исполнительной власти, осуществляющий функции по выработке и реализации государственной политики и нормативно-правовому регулированию в установленной сфере деятельности, а также в сфере технологического и атомного надзора, функции по контролю (надзору) в сфере безопасного ведения работ, связанных с пользованием недрами, промышленной безопасности, безопасности при использовании атомной энергии (за исключением деятельности по разработке, изготовлению, испытанию, эксплуатации и утилизации ядерного оружия и ядерных энергетических установок военного назначения), безопасности электрических и тепловых установок и сетей (кроме бытовых установок и сетей), безопасности гидротехнических сооружений (за исключением судоходных и портовых гидротехнических сооружений), безопасности производства, хранения и применения взрывчатых материалов промышленного назначения, а также специальные функции в области государственной безопасности в указанной сфере.

## История
В начале XVIII века развитие промышленного производства требовало организации специализированной инспекции, целью которой было бы упорядочение деятельности предприятий, занимающихся ведением горнорудных работ. Указом Петра I 10 декабря 1719 года учреждается отраслевой надзорный орган Берг‑коллегия. Президентом коллегии назначается сподвижник Петра I Яков Брюс. В XIX веке организуются Фабричная и Горнозаводская инспекции. До середины XX века структура системы надзора в промышленности в целом не претерпела изменений и только в 1954 году появляется единый государственный орган — Комитет по надзору за безопасным ведением работ в промышленности и горному надзору при Совете Министров СССР (Госгортехнадзор). В ноябре 1992 года Госгортехнадзор реорганизуется и разделяется на Федеральную службу по надзору за безопасным ведением работ в промышленности и Федеральный горный и промышленный надзор. В 2004 году ведомства вновь объединены и в состав нового органа включена Федеральная служба по атомному надзору. Кроме того, у нового ведомства появляются функции по контролю за воздействием промышленных предприятий на окружающую среду. Итогом реформирования стала организация Федеральной службы по экологическому, технологическому и атомному надзору (Ростехнадзор).

## Функции
Ростехнадзор осуществляет функции по контролю и надзору в сфере безопасного ведения работ, связанных с пользованием недрами, промышленной безопасности, безопасности при использовании атомной энергии (за исключением деятельности по разработке, изготовлению, испытанию, эксплуатации и утилизации ядерного оружия и ядерных энергетических установок военного назначения), безопасности электрических и тепловых установок и сетей (кроме бытовых установок и сетей), безопасности гидротехнических сооружений (за исключением судоходных гидротехнических сооружений), безопасности производства, хранения и применения взрывчатых материалов промышленного назначения, а также специальные функции в области государственной безопасности в указанной сфере. Выработке и реализации государственной политики и нормативно-правовому регулированию в установленной сфере деятельности, а также в сфере технологического и атомного надзора.
Ростехнадзор является:
- уполномоченным органом государственного регулирования безопасности при использовании атомной энергии (органом федерального государственного надзора в области использования атомной энергии);
- уполномоченным органом в области промышленной безопасности (органом федерального государственного надзора в области промышленной безопасности);
- органом государственного горного надзора;
- органом федерального государственного энергетического надзора;
- органом федерального государственного строительного надзора;
- органом федерального государственного надзора в области безопасности гидротехнических сооружений (за исключением судоходных и портовых гидротехнических сооружений);
- регулирующим органом в соответствии с Конвенцией о ядерной безопасности и Объединённой конвенцией о безопасности обращения с отработавшим топливом и о безопасности обращения с радиоактивными отходами, а также компетентным органом Российской Федерации в соответствии с Поправкой к Конвенции о физической защите ядерного материала.

В части, касающейся функций в установленной сфере деятельности, Ростехнадзор осуществляет полномочия органов, которые в международных договорах Российской Федерации выступают в качестве органов, осуществляющих необходимые меры, направленные на выполнение вытекающих из этих договоров обязательств Российской Федерации.

## Полномочия
- Федеральный государственный строительный надзор при строительстве и реконструкции химически опасных производственных объектов, а также федеральный государственный надзор в области промышленной безопасности при осуществлении деятельности на таких объектах.
- Лицензионный контроль за деятельностью по проведению экспертизы промышленной безопасности химически опасных производственных объектов.
- Осуществление постоянного государственного контроля (надзора) на опасных производственных объектах I класса опасности и гидротехнических сооружениях I класса.

## Руководители
- Малышев, Андрей Борисович — и. о. в 2004—2005
- Пуликовский, Константин Борисович — 2005—2008
- Кутьин, Николай Георгиевич — 2008—2013
- Ферапонтов Алексей Викторович — и. о. в 2013—2014
- Алёшин, Алексей Владиславович — 13 января 2014 — 30 марта 2021
- Трембицкий, Александр Вячеславович — с 30 марта 2021 года

## Структура

### Центральный аппарат
Управления: информатизации, организационно-аналитическое, экономики, финансов и государственных программ, государственной службы и кадров, по регулированию безопасности атомных станций и исследовательских ядерных установок, по регулированию безопасности объектов ядерного топливного цикла, ядерных энергетических установок судов и радиационно опасных объектов, горного надзора, общепромышленного надзора, государственного строительного надзора, государственного энергетического надзора, правовое, международного сотрудничества и протокола, по надзору в угольной промышленности, по надзору за объектами нефтегазового комплекса, Сспециальной безопасности.

### Территориальные органы[4]
Управления технологические: межрегиональное технологическое, центральное, Верхне-Донское, Приокское, Северо-Западное, Печорское, Нижне-Волжское, Северо-Кавказское, Межрегиональное управление по Республике Крым и Севастополю, Западно-Уральское, Приволжское, Средне-Поволжское, Волжско-Окское, Северо-Уральское, Уральское, Сибирское, Енисейское, Дальневосточное, Сахалинское, Северо-Восточное, Ленское, Забайкальское, Кавказское, Донецкое, Луганское, Запорожское, Херсонское.
Управления по ядерной и радиационной безопасности: центральное, Северо-Европейское, Донское, Волжское, Уральское, Сибири и Дальнего Востока.

## Классные чины и форменная одежда служащих Ростехнадзора
Служащие имеют универсальную форменную одежду со знаками отличиями и погонами.
Служащие государственной гражданской службы имеют классные чины по группам 1, 2 и 3 классов, которые соответствую воинскому званию.
| Нашивка Ростехнадзор | Руководитель Ростехнадзор | Действительный государственный советник РФ 1 класса | Действительный государственный советник РФ 2 класса | Действительный государственный советник РФ 3 класса | Государственный советник РФ 1 класса | Государственный советник РФ 2 класса | Государственный советник РФ 3 класса |

| Погоны ведущей, старшей и младшей группы государственной гражданской службы Ростехнадзор | Погоны ведущей, старшей и младшей группы государственной гражданской службы Ростехнадзор | Погоны ведущей, старшей и младшей группы государственной гражданской службы Ростехнадзор | Погоны ведущей, старшей и младшей группы государственной гражданской службы Ростехнадзор | Погоны ведущей, старшей и младшей группы государственной гражданской службы Ростехнадзор | Погоны ведущей, старшей и младшей группы государственной гражданской службы Ростехнадзор | Погоны ведущей, старшей и младшей группы государственной гражданской службы Ростехнадзор | Погоны ведущей, старшей и младшей группы государственной гражданской службы Ростехнадзор | Погоны ведущей, старшей и младшей группы государственной гражданской службы Ростехнадзор | Погоны ведущей, старшей и младшей группы государственной гражданской службы Ростехнадзор | Погоны ведущей, старшей и младшей группы государственной гражданской службы Ростехнадзор |
| ---------------------------------------------------------------------------------------- | ---------------------------------------------------------------------------------------- | ---------------------------------------------------------------------------------------- | ---------------------------------------------------------------------------------------- | ---------------------------------------------------------------------------------------- | ---------------------------------------------------------------------------------------- | ---------------------------------------------------------------------------------------- | ---------------------------------------------------------------------------------------- | ---------------------------------------------------------------------------------------- | ---------------------------------------------------------------------------------------- | ---------------------------------------------------------------------------------------- |
| Советник государственной гражданской службы РФ 1 класса                                  | Советник государственной гражданской службы РФ 2 класса                                  | Советник государственной гражданской службы РФ 3 класса                                  | Референт государственной гражданской службы РФ 1 класса                                  | Референт государственной гражданской службы РФ 2 класса                                  | Референт государственной гражданской службы РФ 3 класса                                  | Cекретарь государственной гражданской службы РФ 1 класса                                 | Cекретарь государственной гражданской службы РФ 2 класса                                 | Cекретарь государственной гражданской службы РФ 3 класса                                 | Госслужащий не имеющий классного чина                                                    |                                                                                          |

## Награды
- Медалью им. Якова Брюса награждаются государственные гражданские служащие центрального аппарата и территориальных органов Федеральной службы по экологическому, технологическому и атомному надзору, работники подведомственных организаций, проработавшие в системе надзора не менее 15 лет, и иные лица за многолетний плодотворный труд и выдающиеся заслуги в повышении уровня технологической, экологической, ядерной и радиационной безопасности, успешное сотрудничество с зарубежными странами в области технологической, экологической, ядерной и радиационной безопасности.
- Медалью им. академика А. П. Александрова награждаются государственные гражданские служащие центрального аппарата и территориальных органов Федеральной службы по экологическому, технологическому и атомному надзору, работники подведомственных организаций, проработавшие в системе надзора не менее 10 лет, и иные лица за заслуги в регулировании ядерной и радиационной безопасности.
- Медалью им. Л. Г. Мельникова награждаются государственные гражданские служащие центрального аппарата и территориальных органов Федеральной службы по экологическому, технологическому и атомному надзору, работники подведомственных организаций, проработавшие в системе надзора не менее 10 лет, и иные лица за большой вклад в обеспечение промышленной безопасности, научно-исследовательскую деятельность.
- Нагрудным знаком «Почетный инспектор» награждаются государственные инспекторы (в том числе старшие и главные государственные инспекторы), непосредственно выполняющие надзорные и контрольные функции на предприятиях, в организациях и учреждениях, а также иные должностные лица Федеральной службы по экологическому, технологическому и атомному надзору выполняющие, в соответствии со своими должностными обязанностями, надзорные и контрольные функции на предприятиях, в организациях и учреждениях.
- Нагрудным знаком «Почетный работник» награждаются государственные гражданские служащие центрального аппарата и территориальных органов Федеральной службы по экологическому, технологическому и атомному надзору, работники подведомственных организаций, проработавшие в системе надзора не менее 5 лет, и иные лица за личные заслуги в решении задач, возложенных на Федеральную службу по экологическому, технологическому и атомному надзору, высокий профессионализм и образцовое исполнение служебных обязанностей.

## Подведомственные организации Ростехнадзора
- Федеральное бюджетное учреждение «Научно-технический центр по ядерной и радиационной безопасности» (ФБУ «НТЦ ЯРБ»)
- Федеральное бюджетное учреждение «Научно-технический центр „Энергобезопасность“» (ФБУ «НТЦ „Энергобезопасность“»)
- Федеральное государственное бюджетное образовательное учреждение дополнительного профессионального образования «Учебно-методический центр» Федеральной службы по экологическому, технологическому и атомному надзору
- Федеральное государственное бюджетное учреждение «Центр Российского регистра гидротехнических сооружений» (ФГБУ «Центр регистра ГТС»)
- Акционерное общество «ВО „Безопасность“»
- Акционерное общество «НЦ ВостНИИ»

### Подведомственные журналы
- «Ядерная и радиационная безопасность»
- «Безопасность труда в промышленности»
- «Берг-коллегия»
- «Промышленность и безопасность»